# Ong Ewe Hock
Ong Ewe Hock (* 14. März 1972 in Penang) ist ein ehemaliger Badmintonspieler aus Malaysia.

## Karriere
Ong Ewe Hock startete seine erfolgreiche Karriere mit einem Sieg bei den Malaysia Open 1996. 2001 gewann er bei dieser Veranstaltung erneut. Mit dem malaysischen Team siegte er bei den Commonwealth Games und den Südostasienspielen. Bei der Weltmeisterschaft 2001 sowie bei Olympia 1996 und 2000 war jeweils im Achtelfinale Endstation.

## Sportliche Erfolge
| Jahr               | Veranstaltung     | Ort        | Resultat |
| ------------------ | ----------------- | ---------- | -------- |
| 1996               |                   |            |          |
| Denmark Open       | Dänemark          | Finalist   |          |
| German Open        | Deutschland       | Finalist   |          |
| Malaysia Open      | Kuala Lumpur, MAS | Sieger     |          |
| 1998               |                   |            |          |
| Commonwealth Games | Kuala Lumpur, MAS | Teamsieger |          |
| Thomas Cup 1998    | Hongkong, CHN     | Finalist   |          |
| All England 1998   | Birmingham, ENG   | Finalist   |          |
| 2001               |                   |            |          |
| Malaysia Open      | Kuala Lumpur, MAS | Sieger     |          |
| Südostasienspiele  | Kuala Lumpur, MAS | Teamsieger |          |
| 2002               |                   |            |          |
| Thomas Cup 2002    | Guangzhou, CHN    | Finalist   |          |